# (28580) 2000 EJ104
(28580) 2000 EJ104 est un astéroïde de la ceinture principale découvert en 2000.

## Description
(28580) 2000 EJ104 a été découvert le 14 mars 2000 à Višnjan, une municipalité située dans le comitat d'Istrie en Croatie, par Korado Korlević.

### Caractéristiques orbitales
L'orbite de cet astéroïde est caractérisée par un demi-grand axe de 2,32 UA, un périhélie de 2,14 UA, une excentricité de 0,08 et une inclinaison de 6,18° par rapport à l'écliptique. Du fait de ces caractéristiques, à savoir un demi-grand axe compris entre 2 et 3,2 UA et un périhélie supérieur à 1,666 UA, il est classé, selon la JPL Small-Body Database, comme objet de la ceinture principale.

### Caractéristiques physiques
(28580) 2000 EJ104 a une magnitude absolue (H) de 15,0 et un albédo estimé à 0,364.